# Южный Биоко
Южный Биоко (фр. Bioko-Sur; исп. и порт. Bioko Sur) — одна из 7 провинций в Экваториальной Гвинее.
- Административный центр — город Луба.
- Площадь — 1241 км², население — 29 034 человека (2001 год).

## География
Расположена в центральной и южной части острова Биоко. На севере граничит с провинцией Северный Биоко. Омывается водами залива Биафра (составная часть Гвинейского залива).

## Административное деление
Провинция делится на 2 муниципалитета:
- Луба (Luba)
- Риаба (Riaba)